# Alzain Tareq
Alzain Tareq (Barém, 1 de janeiro de 2005) é uma nadadora que disputou o Campeonato Mundial de Esportes Aquáticos de 2015. Foi a nadadora mais jovem da história a disputar um Mundial de Esportes Aquáticos com 10 anos. Disputou 2 provas no mundial. Na primeira prova chegou em último lugar de 29 participantes nos 50 metros borboleta. Na segunda nos 50 metros livres, Tareq foi terceiro lugar na sua série, batendo seis rivais mais velhas. Nessa prova fez sua melhor marca, 35s78.